# Szergény
Szergény is een plaats (község) en gemeente in het Hongaarse comitaat Vas. Szergény telt 408 inwoners (2001).